# Royal Military Academy Sandhurst
Royal Military Academy Sandhurst er en britisk militær uddannelsesinstitution, der drives af British Army. Skolen er beliggende i landsbyen Sandhurst i Berkshire og uddanner samtlige officerer i den britiske hær, ligesom mange militærfolk fra andre lande også uddannes her.
Akademiet blev grundlagt i 1799. Oprindeligt fandtes to kongelige militærakademier i Storbritannien. Det andet, Royal Military Academy i Woolwich, blev grundlagt i 1741 og blev ligesom Sandhurst lukket som følge af 2. verdenskrigs udbrud i 1939. Sandhurst åbnedes igen i 1947 og var herefter hærens eneste militærakademi. Royal Navy driver Britannia Royal Naval College, mens Royal Air Force uddanner sine folk ved Royal Air Force College Cranwell. 
Sandhursts 44 uger lange officerskursus er obligatorisk for alle officerer i hæren. Efter officerskurset får kadetterne videre oplæring inden de kommer ud i det pågældende våben, de skal gøre tjeneste i. Professionelt kvalificerede kadetter (læger, tandlæger, sygeplejersker, veterinærer, jurister og feltpræster) får et kortere officerskursus. 